# Pholis nebulosa
Pholis nebulosa és una espècie de peix de la família dels fòlids i de l'ordre dels perciformes. Fa 30 cm de llargària màxima. 76-83 espines i cap radi tou a l'aleta dorsal i 2 espines i 35-42 radis tous a l'aleta anal. 83-90 vèrtebres. És inofensiu per als humans i, encara que poques vegades s'utilitza com a aliment comercial, molt apreciat com a peix fregit durant la primavera a Tòquio i els seus rodals.
És un peix marí, demersal (fins als 200 m de fondària, normalment fins als 20) i de clima temperat, el qual viu al Pacífic nord-occidental a les zones de marees de fons sorrencs i fangosos, els esculls rocallosos i, també, les àrees ocupades per Zostera marina del Japó (des del sud de Hokkaido fins a la prefectura de Nagasaki a l'illa de Kyushu) i la península de Corea. Els joves viuen entre algues a la deriva.
Menja gammàrids (Gammaridae).
És una espècie abundant i sense amenaces conegudes, tot i que, en algunes zones del Japó forma part de la pesca de subsistència i de manera estacional.